# استلا گیبونز
استلا دوروتیا گیبونز (انگلیسی: Stella Gibbons; ۵ ژانویهٔ ۱۹۰۲ – ۱۹ دسامبر ۱۹۸۹) نویسنده، روزنامه‌نگار و شاعر انگلیسی بود. او شهرت خود را با اولین رمانش، Cold Comfort Farm (1932) که بارها تجدید چاپ شده‌است، تثبیت کرد. اگرچه او به مدت نیم قرن به عنوان نویسنده فعال بود، هیچ‌یک از ۲۲ رمان یا آثار ادبی بعدی او - که شامل دنباله ای برای Cold Comfort Farm بود - به همان موفقیت انتقادی یا مردمی دست پیدا نکرد. بسیاری از آثار او قبل از احیای متوسط در قرن بیست و یکم مدتها بود که چاپ نشده بود.
گیبونز، دختر یک پزشک لندنی، دوران کودکی پرتلاطم و اغلب ناخوشایندی داشت. پس از دوران در مدرسه، او به عنوان روزنامه‌نگار آموزش دید، و به عنوان گزارشگر و نویسنده، عمدتاً برای ایونینگ استاندارد و بانو کار کرد. اولین کتاب او که در سال ۱۹۳۰ منتشر شد که مجموعه‌ای از اشعار بود که مورد استقبال قرار گرفت، و در طول زندگی خود را در درجه اول شاعر می‌دانست تا رمان‌نویس. بیشتر رمان‌های گیبون در دنیای طبقه متوسط حومه شهر نوشته شده بود که او با آن آشنا بود.
گیبون در سال ۱۹۵۰ عضو انجمن پادشاهی ادبیات انگلستان شد. سبک او به دلیل جذابیت، طنز گزنده و مهارت توصیفی اش مورد ستایش منتقدان قرار گرفته‌است و منجر به مقایسه با جین آستن شده‌است. موفقیت مزرعه آسایش سرد بر حرفه او مسلط شد و او از همذات پنداری خود با کتاب به استثنای بقیه آثارش ناراحت شد. او و آثارش که عموماً به‌عنوان رمان‌نویسی تک‌اثر شناخته می‌شوند، در کانون ادبیات انگلیسی پذیرفته نشده‌اند

## زندگی
خانواده گیبونزها از ایرلند سرچشمه گرفته‌اند. پدربزرگ استلا، چارلز پرستون گیبون، مهندس عمران بود که دوره‌های طولانی را در آفریقای جنوبی برای ساخت پل گذراند. او و همسرش آلیس شش فرزند داشتند که دومین فرزند آنها - بزرگ‌ترین پسر - در سال ۱۸۶۹ به دنیا آمد و با نام تلفورد شناخته می‌شد. خانواده گیبونزها خانواده‌ای پرآشوب بود و تنش‌های ناشی از زناهای مکرر چارلز گیبونز در زندگی آن‌ها حضور داشت.
تلفورد گیبون در سال ۱۸۹۷ به عنوان یک پزشک آموزش دید و به عنوان پزشک و جراح در بیمارستان لندن صلاحیت پیدا کرد. در ۲۹ سپتامبر ۱۹۰۰ با ماد ویلیامز، دختر یک کارگزار بازار سهام ازدواج کرد. این زوج خانه‌ای را در مالدن کرسنت، کنتیش تاون، منطقه‌ای مربوط به طبقه کارگر در شمال لندن، خریداری کردند، جایی که تلفورد در آنجا مطب پزشکیش را تأسیس کرد و تا پایان عمر در آنجا بود.
استلا، اولین فرزند این زوج، در ۵ ژانویه ۱۹۰۲ به دنیا آمد. دو برادر وی، جرالد و لوئیس، به ترتیب در سال‌های ۱۹۰۵ و ۱۹۰۹ به دنیا آمدند. جو خانه در شهر کنتیش منعکس کننده فضای خانواده بزرگ گیبونز بود و حملات مکرر تلفورد از بدخلقی، مشروب خواری، زن ستیزی و اعمال خشونت‌آمیز گاه به گاه بر آن حاکم بود. استلا بعداً پدرش را به عنوان «مرد بد، اما یک دکتر خوب» توصیف کرد. او نسبت به بیماران فقیرتر خود خیرخواه بود اما زندگی را برای خانواده‌اش بد می‌کرد. در ابتدا استلا فرزند مورد علاقه او بود، اما زمانی که به بلوغ رسید، مرتباً ظاهر و جثه او را مسخره می‌کرد. مادرش تأثیری آرام و تثبیت کننده داشت. تا زمانی که استلا به سن ۱۳ سالگی رسید، در خانه توسط تعدادی از معلمان آموزش دیده بود. قفسه‌های کتاب خانواده مطالب خواندنی را فراهم می‌کرد و او استعدادی در داستان سرایی پیدا کرد که با آن برادران جوانش را سرگرم کرد.